# 多民族国家

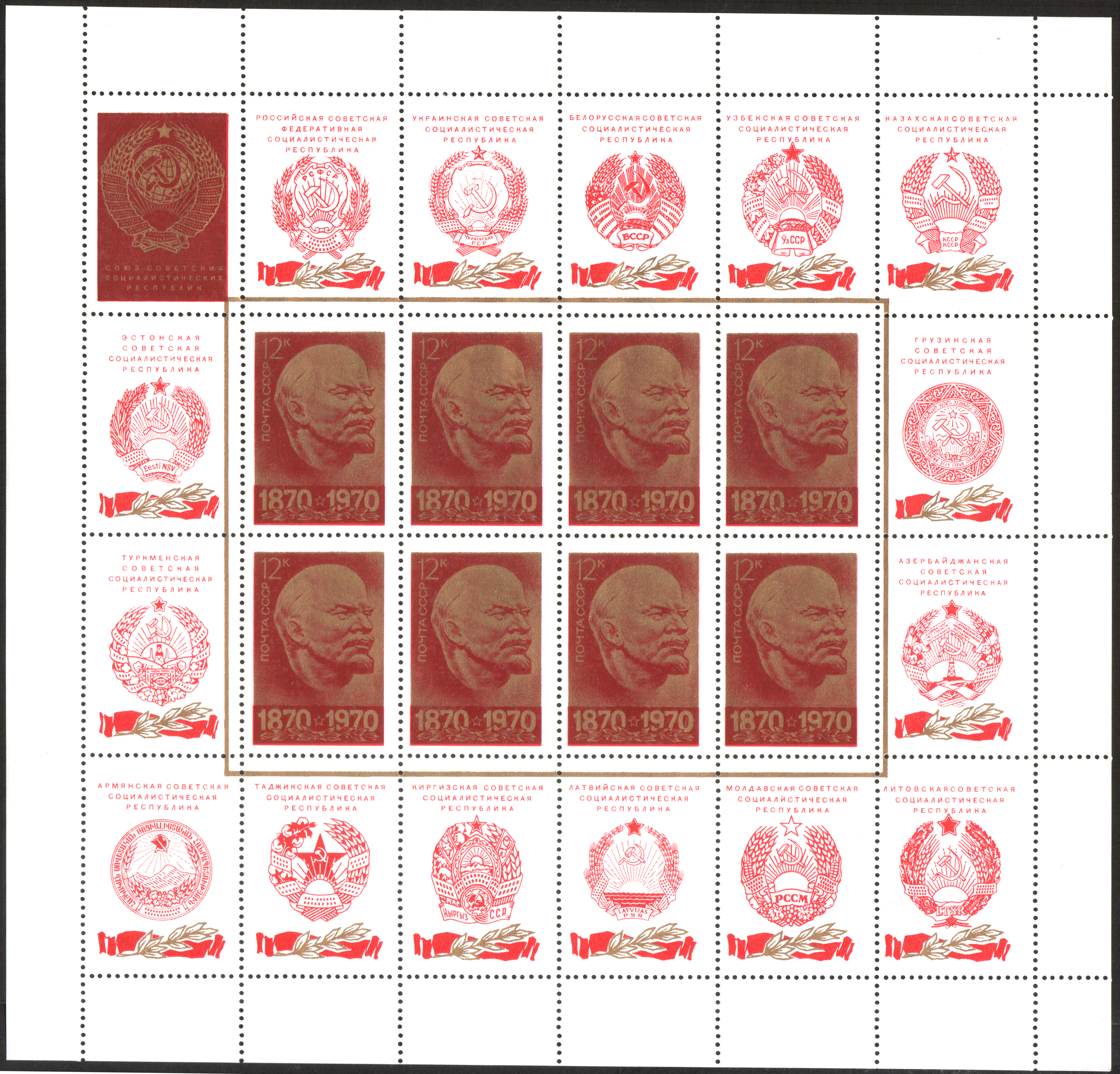
苏联1970年CPA 3888页，16个标签(列宁浅浮雕肖像(N.Andreyev绘制)，16个标签“第一个多民族国家的创始人”)

多民族国家（英語：Multinational state），又稱多元族群國家，指擁有多個不同的種族和族群，或是是有一個占絕大多數的主要種族，再加上多個少數民族的國家或地區。歷史上，各民族通过移民、通婚、贸易、征服和战后土地分割等多种方式，对国家和地区产生了许多政治和社会影响，因此许多国家都具有一定程度的多民族性。
值得一提的是，本條目列舉的多民族國家，雖然其拥有极强的多民族性以及多民族主义，但因為此地區或國家的某一個民族和族群占了超過90%，有些會列入單一民族國家，如中華人民共和國、中華民國、朝鮮民主主義人民共和國、大韓民國、蒙古國和日本國。然而，一些西方国家普遍存在的多民族主义引发了一些反对它的论据，其中包括认为它会削弱每个社会的力量，以及认为政治-多民族国家的民族问题最好通过针对某些民族的不同法律来处理。

## 概念历史
1985 年，加拿大的历史学家威廉·H·麦克尼尔 (William H. McNeill) 在多伦多大学就古代和现代文化中的多民族性进行了三场系列讲座。他演讲的主要论点是，社会由不同的种族群体组成是文化规范。麦克尼尔认为，同质社会的理想可能在 1750 年至 1920 年间在西欧有所发展，因为人们越来越相信社会政治组织的单一民族主义基础。麦克尼尔认为，在第一次世界大战期间，对同质国家的渴望开始减弱。

## 对政治的影响
多民族分裂国家，使政治复杂化，因为地方和国家政府试图满足所有民族。各国的许多政治家都试图在本国的民族认同与整个国家的认同之间找到平衡。民族主义在这些政治辩论中也发挥了重要作用，因为文化多元主义和协商民主是多民族国家民族主义的民主替代品。民族主义是社会而不是种族的想法需要多样化的文化、共同的认同感和不基于血统的社区。多元文化国家的宪法在分散和单一的国家（如英国）和联邦国家（如比利时、瑞士和加拿大）之间有所不同。这些多民族地区的民族政党不是反国家的，而是在这个国家内寻求最大的权力。许多多民族国家的政策决定面临这种困境。以下国家和地区只是这种困境及其影响的几个具体例子：

### 美国
美国是一个由不同种族建立的国家，经常被描述为一个“大熔炉”，这个术语用来强调组成群体相互影响和相互影响的程度，或者是一个“沙拉盘”，一个术语最近创造了与“大熔炉”比喻形成鲜明对比的是，尽管这些群体彼此接近并且它们对所有这些群体所居住的整体文化产生影响，但它们仍然保留了根本不同的身份。
近年来一个有争议的政治问题是双语问题。在过去的几个世纪里，许多移民来自以西班牙语为母语的西班牙裔美国人，并且在美国西南部许多地区已成为重要的少数民族甚至多数。在新墨西哥州，讲西班牙语的人口超过 40%。关于语言政策的争议已经出现，因为相当一部分人口以及在许多地区的大多数人口将西班牙语作为母语。
最大的争论是关于少数民族学生的双语教育、非英语选票和选举材料的可用性以及英语是否是官方语言。它已经演变成支持双语和语言获取的多元主义者与强烈反对并领导唯英语运动的同化主义者之间的种族冲突。美国没有官方语言，但英语是事实上的国家语言，该国绝大多数人口都使用英语。

### 加拿大
加拿大在说法语和说英语的人之间进行了许多政治辩论，特别是在魁北克省。加拿大将法语和英语作为官方语言。魁北克的政治主要由民族主义定义，因为法国魁北克人希望基于种族和语言界限从整个加拿大获得独立。主要的分离主义政党，魁北克人党，曾两次试图获得主权（一次是在1980 年，一次是在1995 年）并在 1995 年以 1.2% 的微弱优势失败。从那时起，为了保持统一，加拿大授予魁北克特别法规，承认魁北克是加拿大联合国内的一个国家。

### 比利时
在讲荷兰语的北方（佛兰德）和在讲法语的南方（瓦隆大区）之间的鸿沟导致议会制在种族上变得两极分化。尽管在众议院(比利时）中的席位数量相等，但佛兰芒人和瓦隆人都被规定为比利时政党，但比利时政党都分为两个意识形态相同但语言和种族不同的政党。近年来，政治危机变得如此严重，以至于人们担心比利时的分裂。

## 部分多民族国家典例

### 古代
- 汉朝：主要有漢人、匈奴人、百越、西南夷、古朝鲜人等
- 唐朝：主要有漢人、獠人、粟特人、契丹人、奚人、沙陀人、女真人、吐蕃人等
- 吐蕃：主要有吐蕃人、漢人、突厥人、粟特人等
- 清朝：主要有滿洲人、漢族、蒙古族、回回、藏族、苗人、瑤族、朝鮮族等
- 倭马亚王朝：主要有阿拉伯人、叙利亚人、埃及人、柏柏尔人、波斯人、突厥人、粟特人、西哥特人等
- 奥斯曼帝国：主要有土耳其人、阿拉伯人、希腊人、亚美尼亚人、保加利亚人、塞尔维亚人等
- 莫臥兒帝国：主要有波斯人、突厥人、阿拉伯人、印度-雅利安人、達羅毗荼人等
- 神聖羅馬帝國：主要有德意志人、法蘭西人、義大利人、荷蘭人、捷克人、斯洛維尼亞人等。

### 近代
| 國名                       | 存在時間         | 主要民族                                                           | 备注               |
| -------------------------- | ---------------- | ------------------------------------------------------------------ | ------------------ |
| 奧匈帝國                   | 1867 年－1918 年 | 日耳曼人、匈牙利人、捷克人、波兰人、乌克兰人、罗马尼亚人           | 一战前的多民族国家 |
| 蘇維埃社會主義共和國聯盟   | 1922 年－1991 年 | 俄罗斯人、乌克兰人、白俄罗斯人、鞑靼人、哈萨克人                   | 拥有 100 多个民族  |
| 南斯拉夫社會主義聯邦共和國 | 1945 年－1991 年 | 克罗地亚人、斯洛文尼亚人、塞尔维亚人、马其顿人、匈牙利人           | 东欧多民族国家     |
| 大日本帝國                 | 1868 年－1947 年 | 大和民族、朝鲜民族、台灣人（漢人和原住民）、蝦夷人、琉球人、南島人 | 二戰前的多民族國家 |

### 现代
| 國名           | 主要民族 | 备注 |
| -------------- | --- | --- |
| 俄罗斯联邦     | 俄罗斯人、鞑靼人、乌克兰人、白俄罗斯人、伏爾加德意志人、奥塞梯人等多個俄羅斯少數民族                               | 有 193 个民族 |
| 中华人民共和国 | 汉族、藏族、蒙古族、回族、維吾爾族、壯族、滿族、朝鮮族、苗族、京族、彝族等多個中國少數民族                         | 56 个民族以及一些未識別民族，部分人則認為漢族内的各民系可視為獨立民族 |
| 马来西亚       | 马来族、華人、印度人、伊班族、卡达山族、 米南族、爪哇族 、武吉斯族、望加锡族等民族                                 | 32个民族 |
| 中華民国       | 漢族（閩南人、客家人、外省人）、台灣原住民族、新住民及其他族群                                                     | 參見台灣族群 |
| 新加坡         | 马来人、華人、印度人、卡达山人、武吉斯人、爪哇族等多個民族                                                         | 19 个民族以上 |
| 印度尼西亞     | 爪哇族、巽他人、马都拉人、华人、巴厘人、马来人等多個民族                                                           | 200 多个民族 |
| 菲律宾         | 他加禄人、比萨扬人、伊洛克人、比科尔人、卡加延人等多個民族                                                         | 90 多个民族 |
| 越南           | 京族、侬族、苗族、岱依族、瑶族、占族、泰族、华族 、高棉族、巴拿族、倮倮族、布鲁云乔族等多個越南少數民族            | 54 个已識別民族，數个未識別民族 |
| 伊朗           | 波斯人、阿塞拜疆人、阿拉伯人、库尔德人、土库曼人、俾路支人                                                         | 40 多个民族 |
| 尼泊尔         | 卡斯人、尼瓦尔人、林布人、达芒人、马嘉尔人、夏尔巴人                                                               | 30 多个民族 |
| 埃塞俄比亚     | 奥罗莫人、阿姆哈拉人、提格雷族、索馬里族                                                                           | 80 多个民族 |
| 坦桑尼亚       | 苏库马人、尼亚姆维奇人、查加人、赫赫人、马康迪人、哈亚人                                                           | 126 多个民族 |
| 刚果民主共和国 | 刚果族、恩加拉族、卢巴族、蒙戈-恩库恩杜族、隆达族、苏古族                                                          | 254 个民族 |
| 印度           | 印度斯坦族占 46.3％，泰鲁固族占 8.6％，孟加拉族占 7.7％，坦米爾族占 7.4％                                          | 100 多个民族 |
| 西班牙         | 卡斯蒂利亞人（西班牙語族群）、加泰隆尼亞人、加利西亞人、巴斯克人等                                                 | |
| 比利時         | 瓦隆人（法語族群）、弗拉芒人（荷蘭語族群）、德意志人                                                               | |
| 瑞士           | 德意志人、法蘭西人、義大利人等                                                                                     | |
| 英國           | 英格蘭人、威爾斯人、蘇格蘭人、愛爾蘭人、康瓦爾人；以及印度裔、非裔等外來人口                                       | |
| 美国           | 欧裔占 57.8%，拉美裔占 18.7%，非裔占 12.1%，多种族占 4.1%，美洲原住民占 0.7%，太平洋岛屿裔占 0.2%，其他种族占 0.5% | 欧裔包括来自欧罗巴半岛,北非,西亚,中亚及俄罗斯的人群，亚裔包括来自东北亚,东南亚,南亚的人群，非裔包括来自漠南非洲的人群，拉美裔主要指来自伊比利亚与美洲原住民及其他种族混血的人群 |
| 缅甸           | 克钦族，克耶族，克伦族，钦族，缅族，孟族，若开族，掸族，孟加拉人，尼泊尔人，回族，華人，英缅混血，印度人           | 8 个承认的族群，135 个承认的民族，及数个未承认的民族。 |

## 对社会的影响
随着时代的不同，多民族会改变社会实践文化规范的方式，对各个方面都产生了很大的影响。

### 婚姻
以下列举几个例子进行说明。美国通婚的增加导致种族界限的模糊。1967 年美国废除了反异族通婚法（禁止异族通婚的法律），现在估计到 2050 年美国五分之一的人口将成为多民族人口的一部分。2000 年，自我认同的多种族美国人为 680 万，占总人口的 2.4%。
虽然种族间婚姻的数量正在增加，但某些种族群体被发现更有可能成为多民族并承认自己具有多个种族背景。Bhavani Arabandi 在他关于多民族性的文章中指出：
亚裔和拉丁裔的跨种族通婚率比黑人高得多，而且他们比经常声称单一种族和种族身份的黑人更有可能报告多种族。情况就是这样，作者 [Lee,J&Bean,FD] 争辩说，因为黑人有“奴隶制的遗产”，有歧视的历史，并且是“一滴血规则”的受害者（有任何黑人血统自动视为黑人）在美国。

### 军事
目前，大多数武装力量由不同种族背景的人组成。由于种族、民族、语言或背景的差异，他们被认为是多民族的。虽然多民族力量的例子有很多，但最突出的是世界上最大的武装力量，包括美国、苏联和中国的武装力量。多民族军队并不是一个新现象，因为多民族军队在罗马帝国、中东帝国甚至蒙古帝國可汗时期都存在。美国军方是根据 1945 年哈里杜鲁门总统的命令，最早开始种族融合的现代军队之一。

## 批评
有反对多民族的论据，以及多民族地区的民族同化。The Ethnostate 中的 Wilmot Robertson 和不列颠哥伦比亚省孤立的印度乐队的政治要求中的 Dennis L. Thomson 主张某种程度的分离主义。
在《民族国家》中，罗伯逊宣称多民族是一种只会削弱每种文化的理想。他认为，在多民族文化中，国家或地区作为一个整体，比构成它的各个民族更不可能达到文化顶峰。从本质上讲，多民族性促进了民族性的稀释，从而在文化的各个方面阻碍了每个民族。
在不列颠哥伦比亚省孤立的印第安部落的政治要求中，汤姆森指出了分离主义政策在一定程度上（尽管很小）的好处。他认为允许种族群体（如美国和加拿大的阿米什人和胡特尔派人或挪威的萨米人）生活在治理边缘的好处。这些民族更愿意保留自己的民族身份，因此更倾向于为自己制定分裂主义政策，因为他们不要求他们遵守针对全国所有民族的政策。